# Algutsboda
Algutsboda är en tidigare småort i Emmaboda kommun i Kalmar län och kyrkbyn i Algutsboda socken med Algutsboda kyrka. År 1990 och 1995 räknades Algutsboda som småort av SCB.
Algutsboda hade i mitten av 1900-talet affär, bank. post, telefon- och telegrafstation, skola och kommunalkontor.
Idag på 2000-talet finns utöver privat boende bara kyrkan, församlingshemmet, äldreboendet och hembygdsgården kvar. 
I Hembygdsgården finns gamla ting från bondesamhället bevarade. Man kan också bese en unik samling kläder och sömnader.
Kristi himmelfärdsdag är så kallad gångedag i Algutsboda. Keramikern Carl Cunningham Cole bor och arbetar i byn.

## Bildgalleri

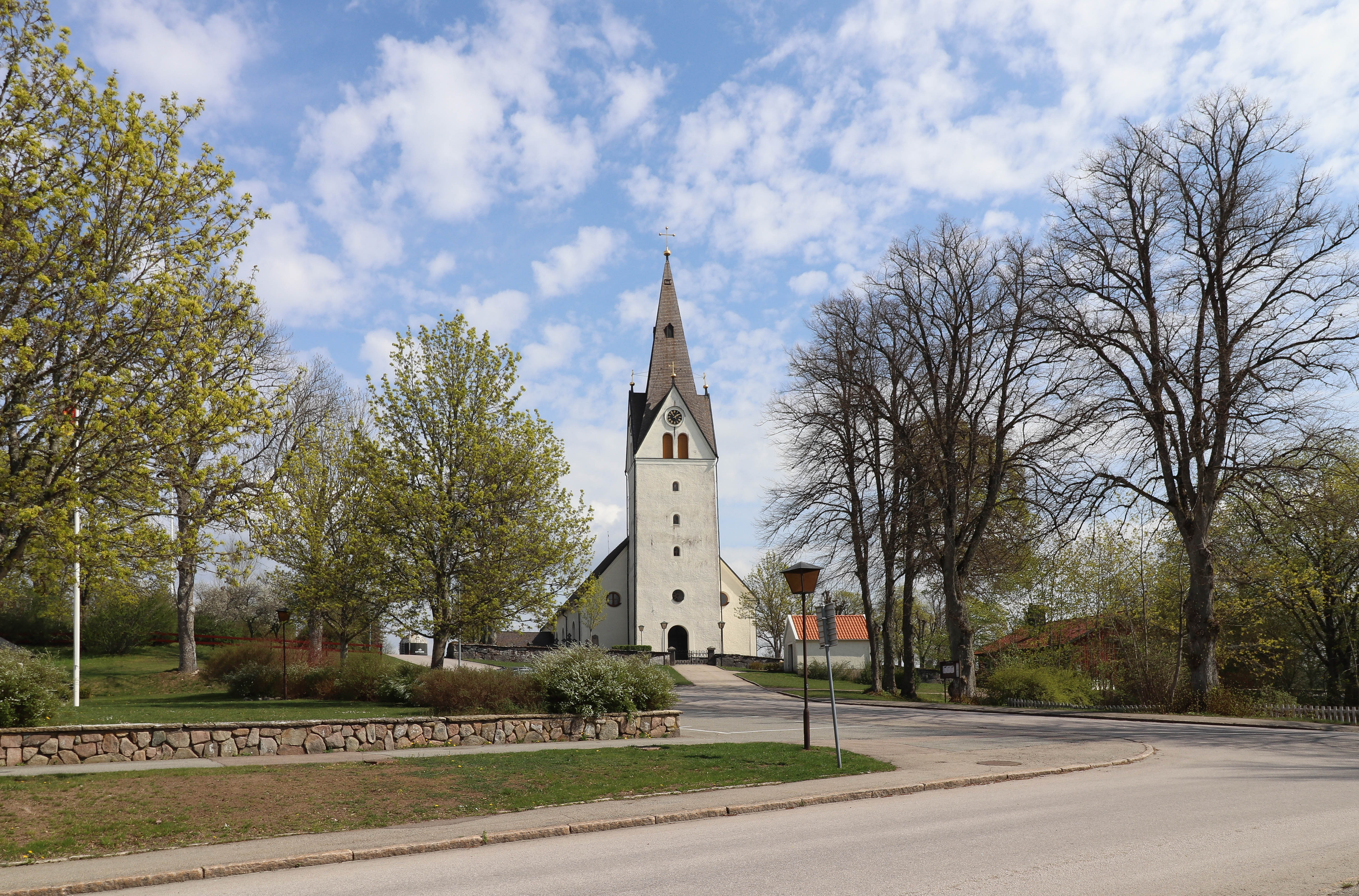
Kyrkbacken
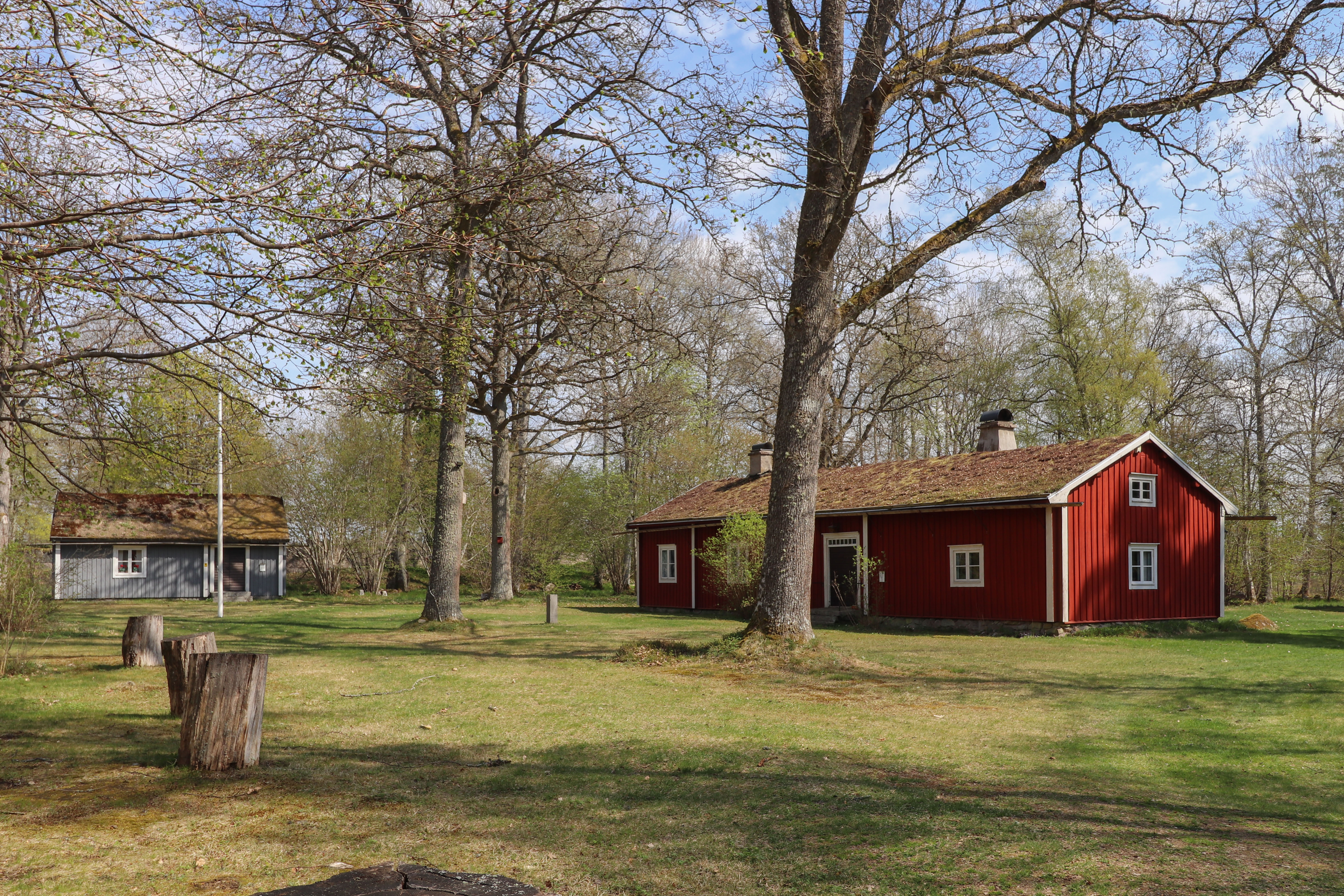
Algutsboda hembygdsgård
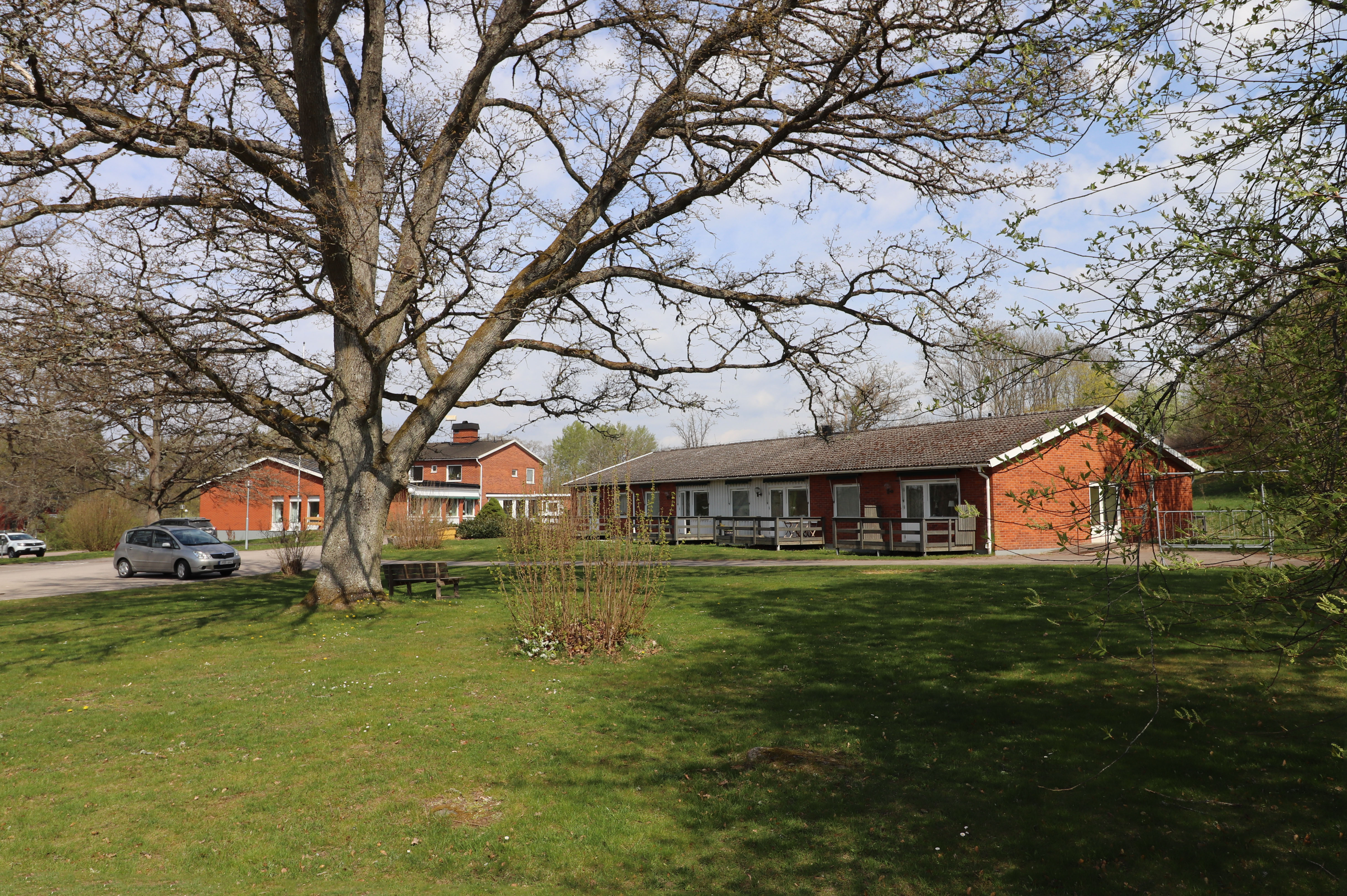
Allaktivitetshuset Alsboknuten
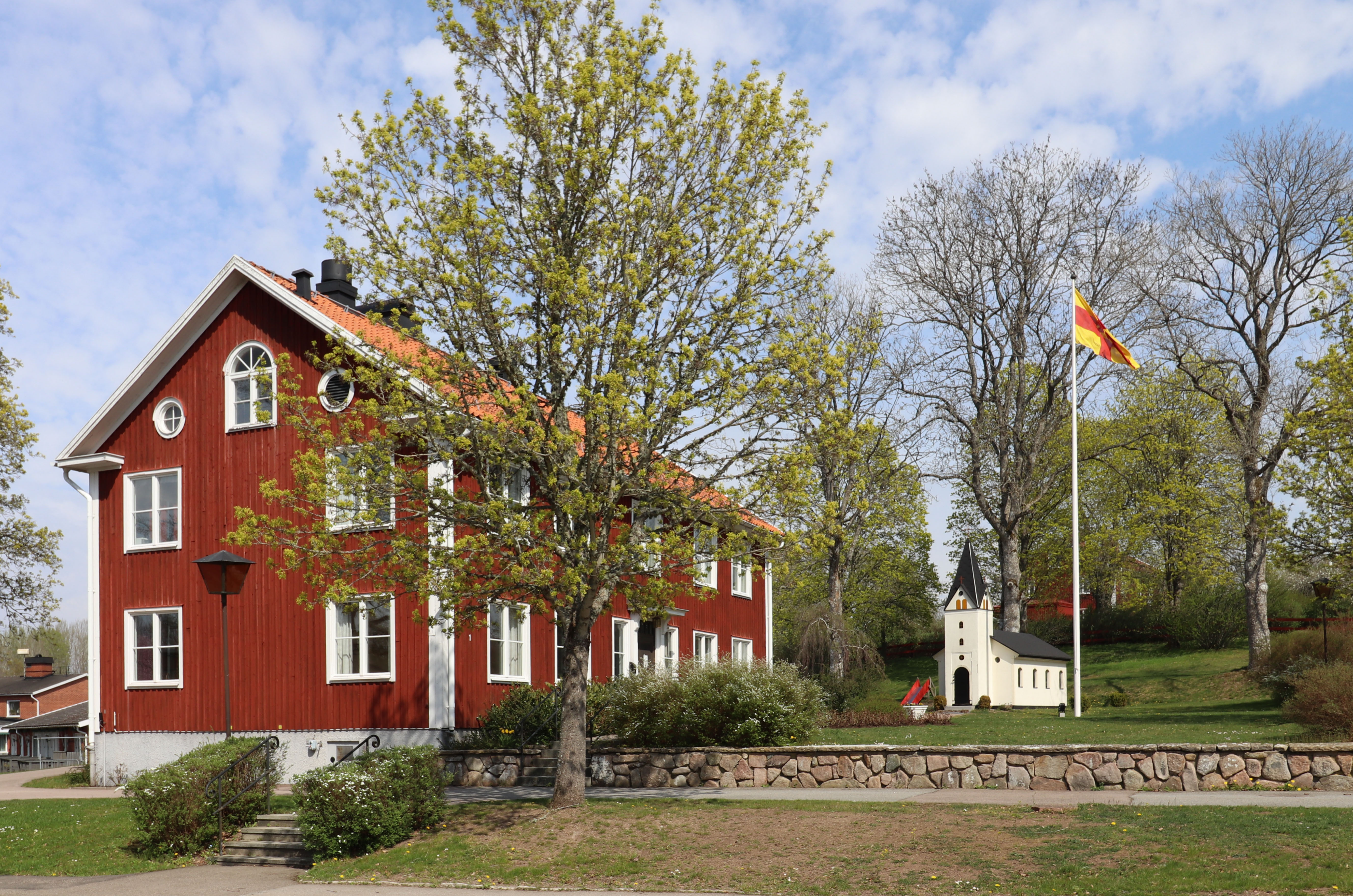
Sockenstugan